# Hypochaeris glabra
La costolina liscia  (nome scientifico  Hypochaeris glabra  Carl Linnaeus, 1753 ) è una specie di pianta angiosperma dicotiledone della famiglia delle Asteraceae.

## Etimologia
L'etimologia del nome del genere è piuttosto dubbia e si perde lontano nel tempo; potrebbe derivare da due parole greche Hypo (= sottoterra) e choeros (= maiale); infatti le radici di una sua specie Hypochaeris radicata sono molto ricercate dai maiali che per cibarsene scavano la terra col loro “grufo” per trovarle. L'epiteto specifico (glabra) indica una pianta priva di peli.
Il nome scientifico della specie è stato definito dal botanico Carl Linnaeus (1707-1778) nella pubblicazione " Species Plantarum" (  Sp. Pl. 2: 811) del 1753.

## Descrizione

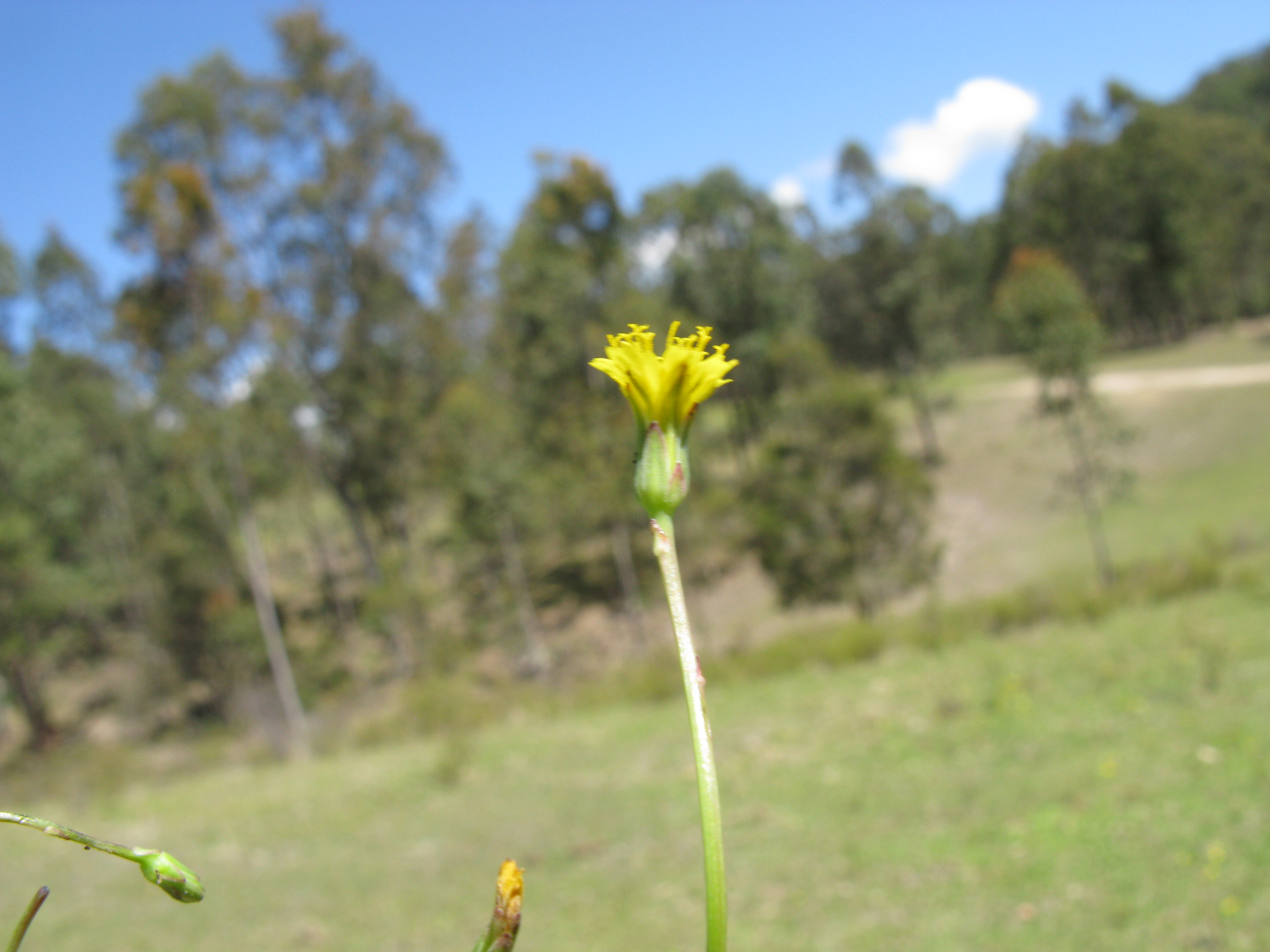
Il portamento

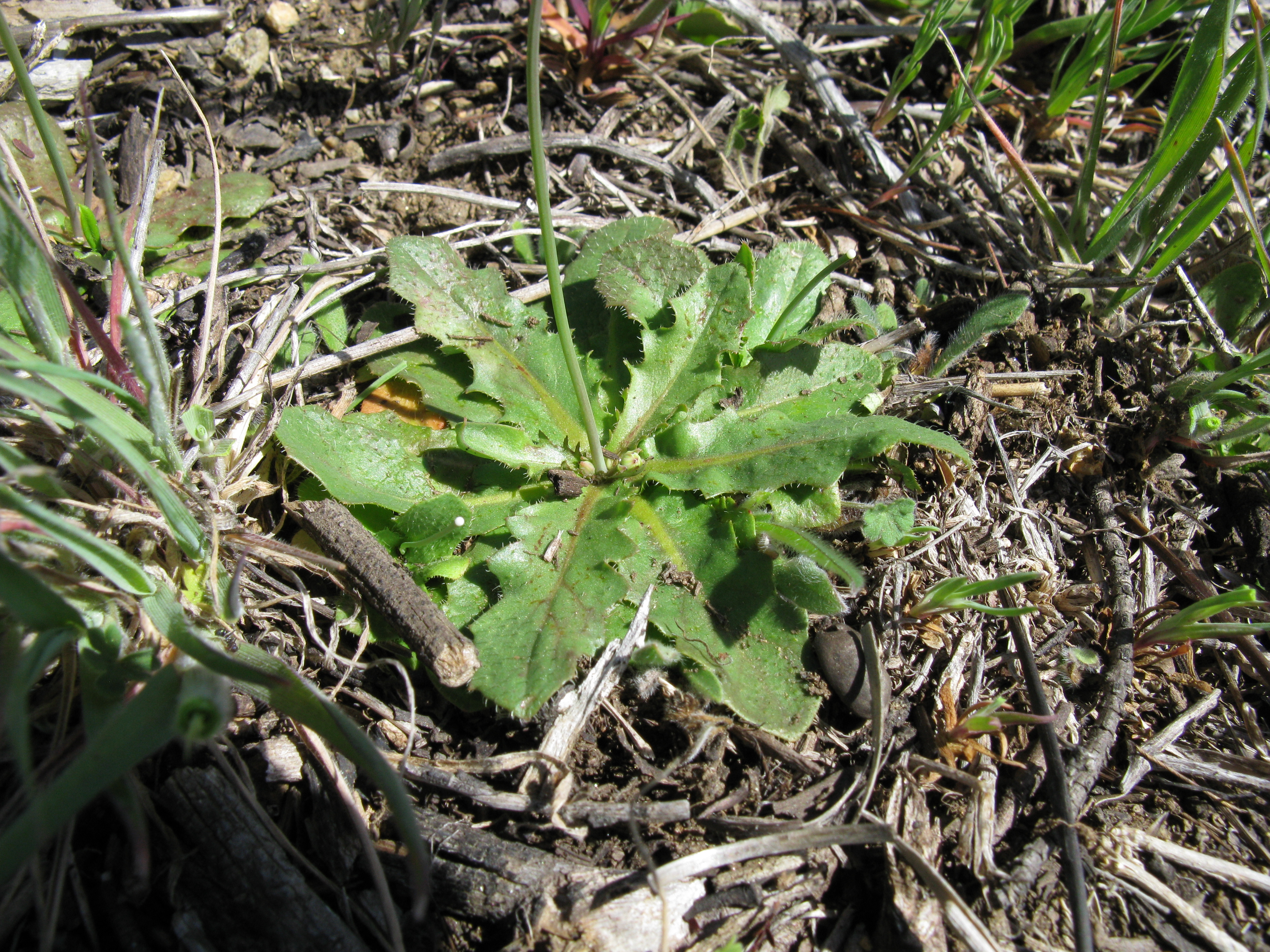
Le foglie

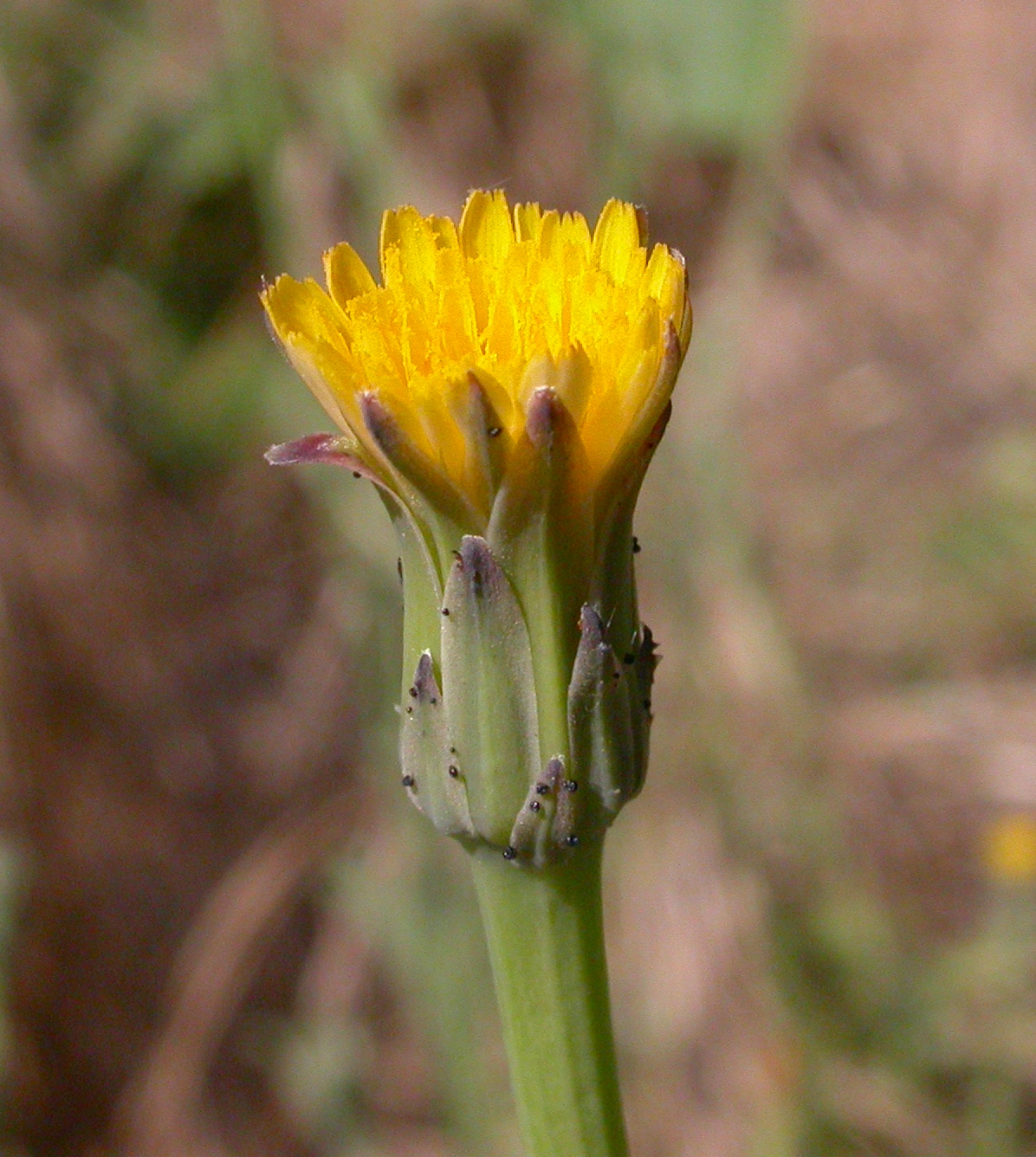
I fiori

Habitus. La forma biologica è terofita scaposa (T scap), ossia in generale sono piante erbacee che differiscono dalle altre forme biologiche poiché, essendo annuali, superano la stagione avversa sotto forma di seme e sono munite di asse fiorale eretto e spesso privo di foglie. Alcune parti della pianta sono provviste di latice. Tutta la pianta è glabra (a volte è ispida).
Radici. Le radici sono del tipo a fittone.
Fusto. Il fusto cilindrico e solcato è eretto, semplice o ramificato nella parte alta e poco frondoso. La superficie del fusto è profondamente solcata e verso l'infiorescenza può ingrossarsi notevolmente. Queste piante arrivano ad una altezza di 5 – 40 cm (massimo 80 cm)
Foglie. Le foglie nella maggioranza dei casi sono radicali (basali); sono intere a forma oblanceolato-spatolata, con bordi dentati variamente (denti ottusi o anche acuti). Le foglie sono arrotolate all'apice. Le foglie superiori sono ridotte a delle squame. Dimensione delle foglie: larghezza 0,5 - 1,5 cm; lunghezza2 - 6 cm.
Infiorescenza. L'infiorescenza è formata da capolini isolati all'apice di lunghi peduncoli. L'involucro subcilindrico (la parte centrale del capolino) è formato da più squame (o brattee), che fanno da protezione al ricettacolo sul quale s'inseriscono i fiori ligulati. Il ricettacolo si presenta con diverse pagliette lineari poste alla base dei fiori (è squamoso), mentre le brattee sono disposte su più serie in modo embricato. Diametro del capolino: 5 – 15 mm. Lunghezza delle brattee 12 – 14 mm.
Fiori. I fiori sono ermafroditi, zigomorfi, tetra-ciclici (calice – corolla – androceo – gineceo) e pentameri (a 5 elementi). Nelle specie di questo genere i fiori sono solamente quelli ligulati; i fiori tubulosi non sono presenti. Talvolta i fiori più periferici sono unisessuali e con canali laticiferi.
- Formula fiorale:

*/x K {\displaystyle \infty }, [C (5), A (5)], G 2 (infero), achenio
- Calice: i sepali sono ridotti ad una coroncina di squame.
- Corolla: i petali alla base sono saldati a tubo e terminano con una ligula a 5 denti (è la parte finale dei cinque petali saldati fra di loro). Il colore dei fiori normalmente è giallo, altrimenti è bianco o rosa. Lunghezza della corolla: 1 cm.
- Androceo: gli stami sono 5 con filamenti liberi e distinti, mentre le antere sono saldate in un manicotto (o tubo) circondante lo stilo.[14] Le antere alla base sono acute. Il polline è tricolporato.[15]
- Gineceo: lo stilo è filiforme. Gli stigmi dello stilo sono due divergenti e ricurvi con la superficie stigmatica posizionata internamente (vicino alla base).[16] L'ovario è infero uniloculare formato da 2 carpelli.
- Antesi: da aprile a maggio.

Frutti. Il frutto è un achenio sormontato da un pappo. Gli acheni, con forme da cilindriche a fusiformi, sono dimorfi. Gli acheni interni hanno un becco (assente negli esterni). Il pappo è colorato di bianco sporco formato da due serie di setole piumose. Lunghezza degli acheni: 12 – 13 mm. Lunghezza del pappo: 8 mm.

## Biologia
- Impollinazione: l'impollinazione avviene tramite insetti (impollinazione entomogama tramite farfalle diurne e notturne).
- Riproduzione: la fecondazione avviene fondamentalmente tramite l'impollinazione dei fiori (vedi sopra).
- Dispersione: i semi (gli acheni) cadendo a terra sono successivamente dispersi soprattutto da insetti tipo formiche (disseminazione mirmecoria). In questo tipo di piante avviene anche un altro tipo di dispersione: zoocoria. Infatti gli uncini delle brattee dell'involucro si agganciano ai peli degli animali di passaggio disperdendo così anche su lunghe distanze i semi della pianta.

## Distribuzione e habitat

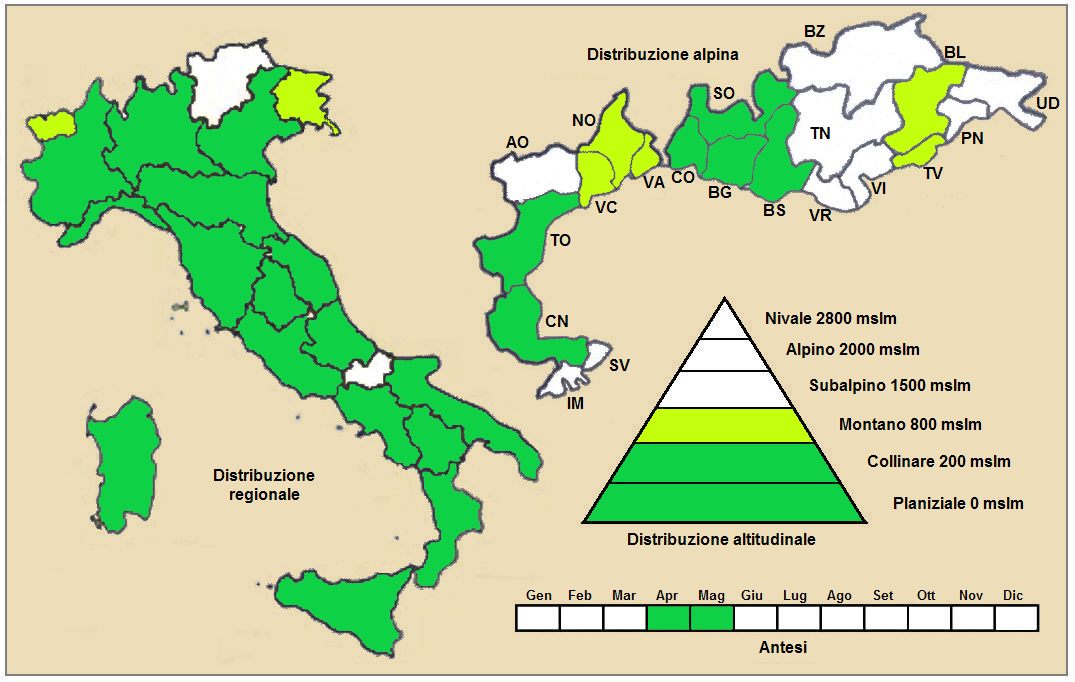
Distribuzione della pianta (Distribuzione regionale – Distribuzione alpina)

- Geoelemento: il tipo corologico (area di origine) è Euri-Mediterraneo.
- Distribuzione: in Italia questa specie si trova su tutto il territorio con alcune discontinuità (è rara al Nord, più comune al Sud). Fuori dall'Italia, sempre nelle Alpi, questa specie si trova in Francia e Svizzera. Sugli altri rilievi collegati alle Alpi è presente nei Monti Vosgi, Massiccio Centrale, Pirenei, Monti Balcani e Carpazi.[18] Nel resto dell'Europa e dell'areale del Mediterraneo si trova lungo tutte le sponde del mare Mediterraneo.[2]
- Habitat: l'habitat preferito per queste piante sono gli incolti aridi, i pascoli e le colture a riposo. Il substrato preferito è siliceo con pH acido, bassi valori nutrizionali del terreno che deve essere secco.
- Distribuzione altitudinale: sui rilievi alpini, in Italia, queste piante si possono trovare fino a 1.200 m s.l.m.; nelle Alpi frequentano quindi i seguenti piani vegetazionali: collinare e in parte quello montano (oltre a quello planiziale).

### Fitosociologia

#### Areale alpino
Dal punto di vista fitosociologico alpino Hypochaeris glabra appartiene alla seguente comunità vegetale:
Formazione: delle comunità pioniere a terofite e succulente.
Classe: Thero-Brachypodietea
Ordine: Tuberarietalia guttatae

#### Areale italiano
Per l'areale completo italiano la specie di questa voce appartiene alla seguente comunità vegetale:
Macrotipologia: vegetazione alofila costiera e continentale e delle dune sabbiose.
Classe: Saginetea maritimae Westhoff, Leeuwen & Adriani, 1962
Ordine: Saginetalia maritimae Westhoff, Leeuwen & Adriani, 1962
Alleanza: Saginion maritimae Westhoff, Leeuwen & Adriani, 1962
Descrizione. L'alleanza Saginion maritimae è relativa alle comunità terofitiche, alofile e subalofile di tipo atlantico rinvenibili anche nel Mediterraneo europeo in aree con macrobioclima temperato. La cenosi è localizzata in zone costiere, ma anche più interne su substrati argillosi o argilloso-sabbiosi. In Italia questa vegetazione è rinvenibile lungo le coste, prevalentemente adriatiche.
Specie presenti nell'associazione: Sagina maritima, Spergularia salina, Parapholis strigosa, Parapholis incurva, Trifolium scabrum, Plantago bellardii, Senecio leucanthemifolius, Hypochaeris glabra, Hainardia cylindrica, Hordeum marinum, Centaurium littorale, Salsola soda, Sagina nodosa, Cochlearia danica, Centaurium vulgare  e Bromus hordeaceus.
Altre alleanze e associazioni per questa specie sono:
- Tuberarion guttatae.

## Tassonomia
La famiglia di appartenenza di questa voce (Asteraceae o Compositae, "nomen conservandum") probabilmente originaria del Sud America, è la più numerosa del mondo vegetale, comprende oltre 23.000 specie distribuite su 1.535 generi, oppure 22.750 specie e 1.530 generi secondo altre fonti (una delle checklist più aggiornata elenca fino a 1.679 generi). La famiglia attualmente (2021) è divisa in 16 sottofamiglie.

### Filogenesi
Il genere di questa voce appartiene alla sottotribù Hypochaeridinae della tribù Cichorieae (unica tribù della sottofamiglia Cichorioideae). In base ai dati filogenetici la sottofamiglia Cichorioideae è il terz'ultimo gruppo che si è separato dal nucleo delle Asteraceae (gli ultimi due sono Corymbioideae e Asteroideae). La sottotribù Hypochaeridinae fa parte del "quarto" clade della tribù; in questo clade è posizionata nel "core" del gruppo , vicina alle sottotribù Crepidinae e Chondrillinae.
Il genere di questa voce, nell'ambito della sottostribù occupa "basale" subito dopo il genere Urospermum, quindi con il resto dei generi della sottotribù forma un "gruppo fratello". Il genere è bifiletico (alcuni Autori hanno proposto una sua scissione, alcune specie dovrebbero essere descritte nel genere Achyrophorus Adans.), tuttavia attualmente si preferisce mantenere Hypochaeris nella sua circoscrizione più ampia. Le specie sudamericane formano un gruppo monofiletico con Hypochaeris angustifolia (del Marocco) come clade "fratello". Le prime Hypochaeris hanno avuto origine nella regione mediterranea e in Sud America sono arrivate molto probabilmente dopo una dispersione a lunga distanza dall'Africa nord-occidentale.
I caratteri distintivi per questo genere sono:
- il ricettacolo è provvisto di pagliette (squamoso);
- il pappo, degli acheni centrali, è formato da un unico ordine di setole generalmente piumose con rigide pinnule.

Il genere è diviso in cinque cladi. La specie di questa voce appartiene alla sect. Hypochaeris insieme alla specie Hypochaeris radicata L. (e altre specie non appartenenti alla flora spontanea italiana).
I caratteri distintivi per la specie di questa voce sono:
- il ciclo biologico è annuale;
- il diametro del capolino è di 5 - 15 mm;
- le brattee involucrali sono lunghe fino a 25 mm;
- il pappo è formato da due serie di setole piumose;
- le setole degli acheni esterni sono lunghe 4 - 6 mm.

Il numero cromosomico della specie è: 2n = 10.

### Specie simili
Una specie simile a quella di questa voce è Hypochaeris radicata L.. Quest'ultima ha un ciclo biologico perenne, il diametro dei capolini arriva fino a 40 mm e il pappo degli acheni esterni è formato da setole scabre.

### Sinonimi
La specie di questa voce, in altri testi, può essere chiamato con nomi diversi. L'elenco che segue indica alcuni tra i sinonimi più frequenti:
- Achyrophorus balbisii Hornem.
- Achyrophorus minimus  Hornem.
- Cycnoseris australis  Endl.
- Hieracium glabrum  E.H.L.Krause
- Hyoseris pusilla  Regel
- Hyoseris tenella  Thunb.
- Hypochaeris adscendens  Brot.
- Hypochaeris arachnites  Link
- Hypochaeris arachnoidea  DC.
- Hypochaeris ascendens  Walp.
- Hypochaeris bartholdii  Willd. ex Sch.Bip.
- Hypochaeris candollei  Regel
- Hypochaeris capensis  Less.
- Hypochaeris contexta  Wallr.
- Hypochaeris dimorpha  Brot.
- Hypochaeris heterosperma  Schult. ex Sch.Bip.
- Hypochaeris hirsuta  DC.
- Hypochaeris hispida  Roth
- Hypochaeris intermedia  Richt. ex Rchb.
- Hypochaeris intertexta  Peterm.
- Hypochaeris minima  Cirillo
- Hypochaeris minima  Willd.
- Hypochaeris montana  Hill
- Hypochaeris pumila  Phil.
- Hypochaeris pusilla  Poir.
- Hypochaeris radicata subsp. glabra  (L.) Mateo & Figuerola
- Hypochaeris simplex  Mérat
- Hypochaeris stellata  Gaterau
- Hypochaeris thracica  Steven ex DC.
- Leontodon glaber  Baill.
- Podospermum taraxacifolium  Sweet
- Scorzonera nova  Desf. ex Walp.